# استان جیجل
| استان جیجل        | استان جیجل         |
| ----------------- | ------------------ |
|                   |                    |
|                   |                    |
| کشور              | الجزایر            |
| مساحت             | ۲۵۷۷ کیلومتر مربع  |
| جمعیت             |                    |
| جمعیت             | ۶۳۴٬۴۱۲            |
| تراکم جمعیت       | ۲۴۶٫۲/کیلومتر مربع |
| شمارگان           |                    |
| شمارهٔ استان       | ۱۸                 |
| پیش‌شمارهٔ تلفنی    | ۰۳۴                |
| تعداد فرمانداری‌ها | ۱۱                 |
| تعداد شهرستان‌ها   | ۲۸                 |
| کد پستی           |                    |

جیجل نام استان هیجدهم از استان‌های کشور الجزایر است.